# Dactylotum bicolor
Dactylotum bicolor är en insektsart som beskrevs av Toussaint de Charpentier 1843. Dactylotum bicolor ingår i släktet Dactylotum och familjen gräshoppor.

## Underarter
Arten delas in i följande underarter:
- D. b. bicolor
- D. b. pictum
- D. b. variegatum